# Amphicerus bimaculatus
Amphicerus bimaculatus là một loài bọ cánh cứng trong họ Bostrichidae. Loài này được Olivier miêu tả khoa học năm 1790.